# Сисимэ, Аи
Аи Сисимэ (яп. 志々目愛; род. 25 января 1994) — японская дзюдоистка, трёхкратная чемпионка мира в весовой категории до 52 кг, двукратная чемпионка Азии.

## Биография
В 2014 году она одержала свою первую победу на турнире Гран-при в Улан-Баторе. В октябре она заняла третье место на турнире в Париже, а в декабре была повержена Мисато Накамурой в финале Большого шлема в Токио.
В начале 2016 года она выиграла Гран-при в Дюссельдорфе. В апреле на чемпионате Азии в Ташкенте Аи побеждает. Также она в составе сборной Японии выиграла командный турнир. Чуть позже в этом же году одерживает победу на Тюменском Большом шлеме. В конце года она выиграла очередную медаль на турнире в Токио, заняв третье место.
В 2017 году она побеждает на Гран-при Дюссельдорфа во второй раз подряд. Затем Аи выиграла чемпионат Японии в Фукуоке, и сохранила свой титул в Азии, опередив всех на чемпионате континента в Гонконге.
На чемпионате мира в Будапеште она завоёвывает золотую медаль в категории до 52 кг.
На чемпионате мира 2018 году в Баку, защищая свой титул, уступила в финале своей соотечественнице Уте Абэ и завоевала только серебряную медаль.
На предолимпийском чемпионате мира 2019 года, который проходил в Токио, завоевала бронзовую медаль, переиграв в поединке за бронзу французскую спортсменку Амандин Бюшар.
На чемпионате мира 2021 года, который проходил в Венгрии в Будапеште, в июне, Аи завоевала золотую медаль и титул чемпионки мира в весовой категории до 52 кг, победив в финале испанскую спортсменку Ану Перес Бокс